# Nicholas White (ciclista)
Nicolas White (8 de enero de 1974) es un ciclista sudafricano. Su mayor éxito fue la consecución del UCI Africa Tour 2008.

## Palmarés
| 1998 - 3.º en el Campeonato de Sudáfrica Contrarreloj 1999 - 1 etapa del Rapport Toer 2000 - Giro del Capo, más 1 etapa - 1 etapa del Tour del Mar de la China Meridional 2001 - 1 etapa del Giro del Capo - 1 etapa del FBD Insurance Rás - 3.º en el Campeonato de Sudáfrica Contrarreloj 2002 - 1 etapa de la Vuelta a Serbia - Tour del Mar de la China Meridional, más 1 etapa - 2.º en el Campeonato de Sudáfrica Contrarreloj 2003 - 3.º en el Campeonato de Sudáfrica Contrarreloj | 2004 - 1 etapa del Tour de Bretaña - 3.º en el Campeonato de Sudáfrica Contrarreloj - 3.º en el Campeonato de Sudáfrica en Ruta 2006 - 2.º en el Campeonato de Sudáfrica Contrarreloj 2007 - Campeonato Africano Contrarreloj - Campeonato Africano en Ruta - Vuelta a Marruecos, más 1 etapa - 3.º en el Campeonato de Sudáfrica Contrarreloj 2008 - UCI Africa Tour - 1 etapa de la Vuelta a Marruecos - 2.º en el Campeonato Africano Contrarreloj - 2.º en el Campeonato de Sudáfrica Contrarreloj 2010 - 2.º en el Campeonato de Sudáfrica en Ruta |